# Congrosoma
Congrosoma is een monotypisch geslacht van straalvinnige vissen uit de familie van zeepalingen (Congridae).

## Soort
- Congrosoma evermanni Garman, 1899